# Karel Boušek
Karel Boušek (17. července 1922, Ústí nad Orlicí – 14. prosince 2003, Praha) byl český básník, překladatel a politický pracovník.

## Život
Narodil se jako syn cukrářského dělníka, předválečného člena KSČ. Roku 1942 absolvoval obchodní školu a obchodní akademii v Chocni a pak do roku 1945 pracoval v kanceláři nemocnice v Ústí nad Orlicí. V letech 1945–1947 působil ve Východočeském rozhlasu v Pardubicích a krátce v redakci Mladé fronty. Poté byl propagačním pracovníkem firmy Velton v Hradci Králové a později ředitelem národního podniku Panar v Praze. V letech 1951–1967, kdy pracoval v Gramofonových závodech (později Supraphon), připravil řadu literárních pořadů pro Divadlo hudby, jehož byl ředitelem. Od roku 1967 do roku 1969 byl politickým pracovníkem oddělení kultury sekretariátu ÚV KSČ, v letech 1970–1971 ředitelem odboru knižní kultury Ministerstva kultury ČSR a pak do roku 1976 ředitelem Divadelní a literární agentury DILIA, pro kterou připravil řadu literárních pásem. Poté se stal šéfredaktorem nakladatelství Odeon a roku 1984 odešel do důchodu.

## Dílo
Debutoval ještě během středoškolských studií ve Studentském časopise a roku 1940 sbírkou básní Probuzené město, ve které se přihlásil k odkazu Jiřího Wolkra. Hned jeho následující sbírka Prameny žízní (1941) se ale vyznačuje katolickou orientací, křesťanskou symbolikou a hymnickým patosem. Následujících třicet let nepublikoval a věnoval se své profesní a politické činnosti. Až roku 1971 vydal sbírku básní Ploty. Po ní následovala celá řada dalších sbírek a výborů, které upevnily jeho postavení jako jednoho z oficiálních básníků normalizačních sedmdesátých a osmdesátých let. Kromě lyrické poezie a písňových textů psal také básně s politicky orientovanými náměty. Patřil tak mezi prorežimní autory a roku 1982 obdržel titul zasloužilý umělec. Po roce 1990 uveřejnil už jen dva tituly, ale roku 1995 obdržel Cenu Jiřího Wolkera. Za jazykové spolupráce překládal poezii z bulharštiny a němčiny.

### Básnické sbírky
- Probuzené město (1940), pod pseudonymem Karel R. Boušek.
- Prameny žízní (1941), pod pseudonymem Karel R. Boušek.
- Ploty (1971),
- Ptáci (1972),
- Lámání chleba (1973),
- Zvony v lese (1974),
- Stůl plný světla (1975),
- Krajina s měsícem (1976),
- Modrá hodina (1976),
- Písně a léta (1977), sbírka obsahuje básně z období, kdy básník nepublikoval.
- Hlad po životě (1978),
- O čem si budeme povídat (1978), sbírka básní pro děti.
- Hořký slaný vítr (1979),
- Básně z lipového dřeva (1980),
- Malý herbář léčivých slov (1981),
- Jízda králů (1982),
- Co má člověk rád (1984).
- Pozvání na koncert (1985),
- Velký Magellanův oblak (1987), básnický triptych.
- Nenapodobitelné oči (1989),
- Slzy svatého Vavřince (1995), vydáno v Mnichově.
- Básně k listům z kalendáře (2002).

### Překlady
- Poezie NDR (1982), spolupředkladatel antologie.
- Bulharská poezie 20. století (1983), spolupředkladatel antologie.
- Ljubomir Levčev: Vzývání ohňů (1985).